# Deliriosa
Deliriosa là một chi nhện trong họ Lycosidae.